# Srŏk Chĕt Bŭri
Srŏk Chĕt Bŭri är ett distrikt i Kambodja.   Det ligger i provinsen Kratie, i den centrala delen av landet, 180 km nordost om huvudstaden Phnom Penh.